# Державна печатка М'янми
Державна печатка М'янми використовується у всіх офіційних урядових документах, включаючи публікації.

## Опис
На печатці є два міфічні леви, що розташовані навпроти один одного. В центрі — карта М'янми, поміщена перед зубчастим колесом. Композиція оточена відповідно до традиційного бірманського квіткового дизайну і зіркою в її вершині. М'янманська печатка містить соціалістичні елементи, а саме зубчасте колесо й зірку.
Первісна печатка містила напис «Союз М'янма», три леви (лев нагорі був замінений зіркою). Замість зубчастого колеса було коло, оточене текстом бірманською мовою. Однак, під час правління соціаліста У Не Віна, цей символ був змінений, на ньому з'явилися зубчасте колесо й подвійні маслинові вінки. Слова були також змінені.

## Галерея

Державна печатка, 1988–2011
Державна печатка, 1974—1989
Державна печатка, 1948–1974
Герб Бірми, 1943—1945